# Fleix (Marina Alta)

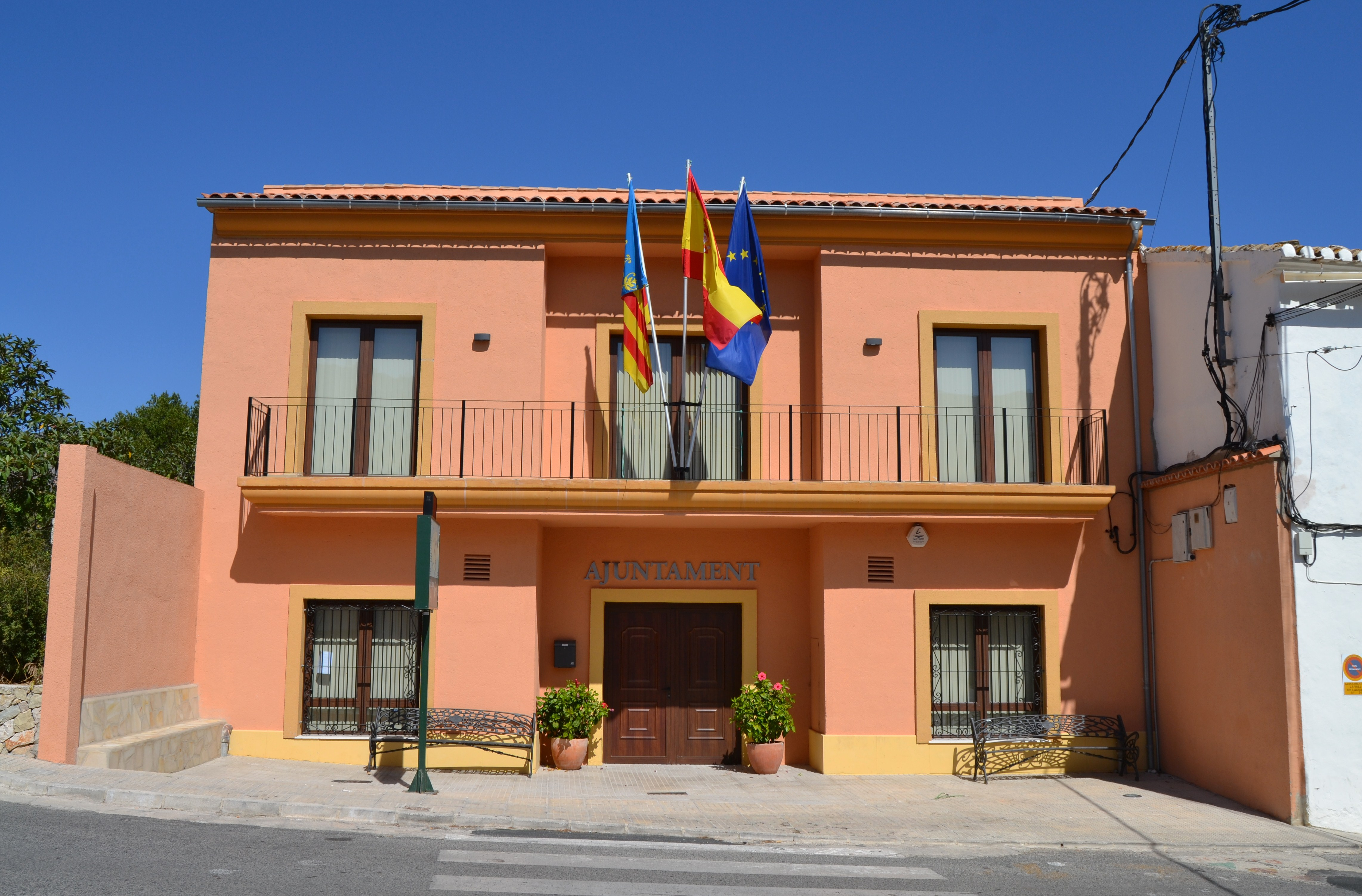
L'Ajuntament de la Vall de Laguar es troba a Fleix

Fleix, també anomenat Poble d'Enmig, és un dels tres nuclis de població que conformen el municipi de la Vall de Laguar, dins de la Marina Alta. La seua església és dedicada a Sant Pasqual.